# Mitostoma anophthalmum
Mitostoma anophthalmum is een hooiwagen uit de familie aardhooiwagens (Nemastomatidae).